# James Galway

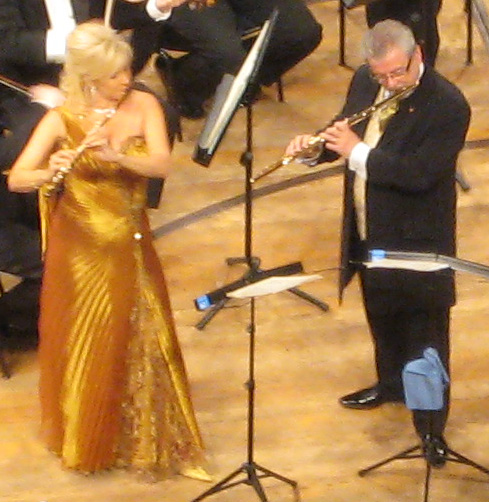
Sir James Galway und seine Frau Jeanne beim Auftritt am Silvesterkonzert 2007 im KKL Luzern

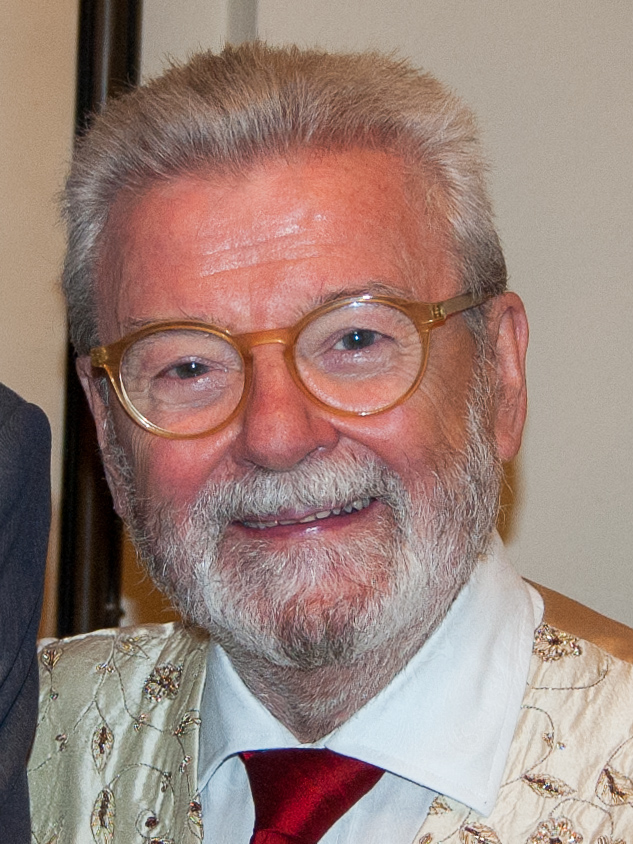
Sir James Galway, Basel, 16. Mai 2013

Sir James Galway, OBE (* 8. Dezember 1939 in Belfast, Nordirland) gilt als einer der bedeutendsten klassischen Flötisten des späten 20. und frühen 21. Jahrhunderts. Als einer der ersten Flötisten wagte er eine Solokarriere ohne Bindung an ein Orchester und wurde damit erfolgreich. Galway ist berühmt für seine außergewöhnliche Virtuosität und sein ausdrucksstarkes Spiel mit unverwechselbarem Klang. Sein Beiname The Man with the Golden Flute („der Mann mit der goldenen Flöte“) stammt aus der Zeit seiner frühen Solokarriere, als Goldflöten noch sehr selten waren.

## Leben und künstlerische Laufbahn
Bereits mit zwölf Jahren gewann Galway die ersten musikalischen Preise. Nach einer kurzen Zeit als Klavierstimmer ermöglichte es ihm ein Stipendium, am Royal College of Music zu studieren. Weitere Studienaufenthalte an der Londoner Guildhall School und am Pariser Konservatorium folgten; privat nahm er Unterricht bei Marcel Moyse in Marlboro (Vermont). James Galways Flötenton ist durch den sogenannten „deutschen Ansatz“ geprägt, der im Vergleich zum französischen Ansatz einen höheren Rauschanteil aufweist.
Nach einer Reihe von Engagements bei führenden britischen Orchestern, darunter den Opernorchestern von Sadler’s Wells und der Royal Opera, dem BBC Symphony Orchestra, dem London Symphony Orchestra und dem Royal Philharmonic Orchestra, wurde Galway 1969 erster Flötist der Berliner Philharmoniker unter Herbert von Karajan und hatte diese Position für sechs Jahre inne. Nach internen Auseinandersetzungen mit Karajan beschloss er, seine Orchesterposition aufzugeben und als einer der ersten Flötisten nur noch als selbständiger Solist aufzutreten. Innerhalb eines Jahres absolvierte er 120 Konzerte und spielte vier Langspielplatten ein; auch gehörte er zu der Improvisationsgruppe Between. Er tritt regelmäßig in den großen Konzertsälen der Welt auf. Im Jahr 2001 wurde er von Königin Elisabeth II. zum Knight Bachelor geschlagen. Er wohnt im Zentralschweizer Ort Meggen.
Das Repertoire Galways umfasst die klassische Flötenliteratur von Johann Sebastian Bach und Antonio Vivaldi bis hin zur Musik des 20. Jahrhunderts, daneben aber auch japanische und irische Volksmusik sowie Jazz und Latin Jazz. Durch eigens von ihm in Auftrag gegebene Kompositionen hat er insbesondere die moderne Flötenmusik stark gefördert. Daneben gibt er jährliche Meisterklassen in der Schweiz.
Der Komponist Howard Shore engagierte Galway als Flötisten für den Soundtrack zur „Herr der Ringe“-Verfilmung, wo er besonders zum Hobbit-Thema beitrug. Galway tritt auch als Dirigent in Erscheinung. Seine Diskografie umfasst mehr als 50 Schallplatten und CDs.

## Diskografie

### Alben
| Jahr | Titel                                          | Höchstplatzierung, Gesamtwochen, AuszeichnungChartsChartplatzierungen (Jahr, Titel, Platzierungen, Wochen, Auszeichnungen, Anmerkungen) | Anmerkungen                                   |
| Jahr | Titel                                          | UK | Anmerkungen                                   |
| ---- | ---------------------------------------------- | --- | --------------------------------------------- |
| 1975 | Shows Pieces For Flute                         | UK— GoldUK | Erstveröffentlichung: 1975                    |
| 1976 | Mozart                                         | UK39 Silber · (6 Wo.)UK | Erstveröffentlichung: 1976                    |
| 1978 | The Magic Flute Of James Galway                | UK43 (6 Wo.)UK | Erstveröffentlichung: 1978                    |
| 1978 | The Man With The Golden Flute                  | UK52 (3 Wo.)UK | Erstveröffentlichung: 1978                    |
| 1978 | James Galway Plays Songs For Annie             | UK7 Platin · (40 Wo.)UK | Erstveröffentlichung: 1978                    |
| 1979 | Songs From The Seashore                        | UK39 Gold · (6 Wo.)UK | Erstveröffentlichung: 1979                    |
| 1980 | Sometimes When We Touch                        | UK15 Gold · (14 Wo.)UK | Erstveröffentlichung: 1980 mit Cleo Laine     |
| 1982 | The James Galway Collection                    | UK41 (8 Wo.)UK | Erstveröffentlichung: 1982                    |
| 1984 | In The Pink                                    | UK62 (6 Wo.)UK | Erstveröffentlichung: 1984 mit Henry Mancini  |
| 1987 | The James Galway and The Chieftains In Ireland | UK32 (5 Wo.)UK | Erstveröffentlichung: 1987 mit The Chieftains |
| 1993 | Essentiell Flute Of James Galway               | UK30 (5 Wo.)UK | Erstveröffentlichung: 1993                    |
| 1995 | I Will Always Love You                         | UK59 (2 Wo.)UK | Erstveröffentlichung: 1995                    |
| 1996 | Classical Meditations                          | UK45 (6 Wo.)UK | Erstveröffentlichung: 1996                    |
| 2004 | Wings Of Song                                  | UK45 (2 Wo.)UK | Erstveröffentlichung: 2004                    |

### Singles
| Jahr | Titel Album                                     | Höchstplatzierung, Gesamtwochen, AuszeichnungChartsChartplatzierungen (Jahr, Titel, Album, Platzierungen, Wochen, Auszeichnungen, Anmerkungen) | Anmerkungen                |
| Jahr | Titel Album                                     | UK | Anmerkungen                |
| ---- | ----------------------------------------------- | --- | -------------------------- |
| 1978 | Annie’s Song James Galway Plays Songs For Annie | UK3 (13 Wo.)UK | Erstveröffentlichung: 1978 |

## Politische Äußerungen
In einem Interview mit der BBC am 5. Juni 2015 kritisierte Galway, der selbst aus einer protestantischen Familie stammt, seinen 2014 verstorbenen nordirischen Landsmann, den früheren unionistischen First Minister von Nordirland und DUP-Parteigründer Ian Paisley scharf. Dieser sei zwar als Pastor ein „Mann Gottes“ gewesen, aber, da er nicht wirklich das friedliche Zusammenleben gepredigt hätte („He wasn’t exactly preaching let’s all live together, was he?“) indirekt verantwortlich für politisch motivierte Morde. Befragt, wie er zu seinem Adelstitel Sir gekommen sei, antwortete er, dass er diesen erhalten habe, weil er aus dem „britisch besetzten Teil Irlands stamme“ („Well, how do you become a sir? I say: Because I come from the British-occupied part of Ireland.“). Sich selbst bezeichnete er als „Ire“ und nicht „Nordire“. Zum Nordirlandkonflikt meinte er, was „die Briten“ 800 Jahre zuvor getan hätten [ungefähr der Beginn der englischen Eroberung Irlands] und heute noch täten, sei „unmoralisch“.

Diese Äußerungen riefen scharfe Reaktionen im unionistisch-nordirischen Lager hervor. Der DUP-Abgeordnete Sammy Wilson bezeichnete Galways Äußerungen als „beleidigend, sachlich unzutreffend und schlichtweg schändlich“. Sie seien „das typische Kennzeichen eines sozialen Aufsteigers mit anti-britischer Einstellung“ und es sei inkonsistent, einen Adelstitel von der Königin anzunehmen und gleichzeitig pro-republikanische Ansichten zu vertreten. Galway solle sich überlegen, ob er unter diesem Umständen nicht besser seinen Adelstitel zurückgeben wolle.